# 林享
林 享（はやし あきら、1974年9月16日 - ）は、日本の元競泳選手。専門は平泳ぎ。2021年現在、東海学園大学スポーツ健康科学部教授（同大学水泳部の監督でもある）。

## 略歴
出生地は母の実家がある熊本県。宮崎県で幼少期を過ごし、大分県に転居、大分県立大分鶴崎高等学校に進学する。スイミングスクールの所属は新日本製鉄が経営する「明野（あけの）SP（スイミングプラザ）」（2003年12月閉館）。
中学新記録・高校新記録を幾つか樹立した後、1991年高校2年時、第67回日本選手権水泳競技大会100m平泳ぎで初優勝、（その後、6連覇する）同年のパンパシフィック水泳選手権でマイク・バローマン（翌年バルセロナ五輪200mで金メダル）に次ぐ2位（1分2秒14）を出し一躍、翌1992年バルセロナオリンピックのメダル候補として注目されるようになった。翌年の高校3年時の1992年の日本選手権（バルセロナオリンピック選考会）の100m平泳ぎで1分2秒08の日本新記録を樹立、バルセロナオリンピックの代表に選ばれた。オリンピック本番では100m平泳ぎ予選で、飛び込みに失敗しながら1分1秒76の日本新記録を樹立、予選2位で決勝に通過。決勝では前半の入りが29秒78と遅れるが、ラストの爆発的な追い込みにより1分1秒86の4位入賞を果たした。特にオーストラリアのフィル・ロジャースとの3位争いでは1分1秒76で差は0.1秒だった。200m平泳ぎでは2分15秒11を出し8位入賞。
1993年に大分大学教育学部に進学する。1993年夏季ユニバーシアードの100m平泳ぎで銀メダル、200m平泳ぎでも銀メダルを獲得する。1994年のアジア大会100m平泳ぎで金メダル、200m平泳ぎでも銀メダルを獲得、次いで福岡市で行われた1995年夏季ユニバーシアードの100m平泳ぎで金メダル、200m平泳ぎで銅メダルを獲得した。
1996年アトランタオリンピックに出場、1999年夏季ユニバーシアードの100m平泳ぎで銀メダルを獲得、2000年の日本選手権(2000年シドニーオリンピック選考会）では100m平泳ぎで当時高校3年生の北島康介に敗れて2位となり1分1秒51（北島と0.1秒差）だったが、8年ぶりに自己の持つバルセロナオリンピックで出した1分1秒76の自己ベストを更新、200m平泳ぎでも2分13秒59の自己ベストを更新して優勝した。シドニーオリンピックにも出場したが、100ｍ、200ｍと決勝に残れずシドニーオリンピックを最後に現役を引退した。

## その他
- 練習は大分市にある新日本製鉄が経営する短水路のプール、明野SP（スイミングプラザ）で練習をしていた。
- ベストタイムは、100ｍは1分1秒51、200ｍは2分13秒59、30歳以上、50m平泳ぎ28秒台（すべて長水路）
- スタート・ターンは不得手だったが、ラスト20mからの爆発的な追い込み（ギアチェンジ）を得意とし、バルセロナオリンピックではメダルに届かなかったものの(3位と0.1秒差の4位)見応えのあるレースを展開した。北島がこの時の林の活躍を見てオリンピックを目指し始めた。
- チワワを愛玩している。

## 出演
- 2012年ロンドンオリンピック競泳実況（ジャパンコンソーシアム）